# Abominable (2019)
Abominable (Nederlands: Everest: De Jonge Yeti) is een Amerikaanse computeranimatiefilm uit 2019, geproduceerd door DreamWorks Animation en Pearl Studio. De film gaat over een groep tieners die een jonge yeti helpen om terug te keren naar de Himalaya.

## Verhaal
Een groep buitenbeentjes ontmoet een jonge Yeti genaamd Everest, en ze gaan op pad om het magische wezen te herenigen met zijn familie op de berg van zijn naamgenoot.

## Stemverdeling
| Acteur                 | Personage  |
| ---------------------- | ---------- |
| Chloe Bennet           | Yi         |
| Tenzing Norgay Trainor | Yin        |
| Albert Tsai            | Peng       |
| Tsai Chin              | Nai Nai    |
| Eddie Izzard           | M. Burnish |
| Sarah Paulson          | Dr. Zara   |